# Introducing... The Beatles
Introducing... The Beatles är ett amerikanskt album med The Beatles utgivet i en mindre upplaga den 22 juli 1963 och sedan på nytt den 10 januari 1964. Albumet gavs ut både i mono (VJLP 1062) och stereo (VJLPS 1062). En reviderad upplaga släpptes sedan den 10 februari 1964.
I England kom Beatles skivor ut på EMI-ägda skivbolaget Parlophone, som inte fanns i USA. Efter att Beatles slagit igenom gavs deras skivor ut på det amerikanska EMI-bolaget Capitol. Men i början av Beatles karriär vägrade Capitol distribuera deras skivor. Gruppens producent George Martin skrev därför kontrakt med andra, mindre etablerade skivbolag som Vee-Jay Records. När Capitol i slutet av 1963 till sist accepterat Beatles ledde detta till rättstvister och på hösten 1964 fick Vee Jay sälja rättigheterna till albumet, som då redan sålt i 1,3 miljoner exemplar. Den 22 mars 1965 gav Capitol ut ett motsvarande album med titeln The Early Beatles. Denna LP omfattade dock endast 11 melodier. 
Introducing the Beatles var det allra första Beatlesalbum som släpptes i USA. Det motsvarar i huvudsak gruppens första LP i Europa - Please Please Me. Låtarna Please Please Me och Ask Me Why, som i Europa också släpptes som gruppens andra singel, saknas dock på den första upplagan. Däremot ingår de båda låtarna från gruppens första singel - Love Me Do och P.S. I Love You. Den 10 februari 1964 gavs albumet ut på nytt med ny låtsammansättning. Love Me Do och P.S. I Love You hade i denna upplaga ersatts med Please Please Me och Ask Me Why.

## Låtlista version 1
Låtarna skrivna av Lennon/McCartney, där inget annat namn anges
1. I Saw Her Standing There - 2:50
2. Misery - 1:50
3. Anna (Go to Him) (Arthur Alexander) - 2:57
4. Chains (Gerry Goffin/Carole King) - 2:26
5. Boys (Luther Dixon/Wes Farrell) - 2:27
6. Love Me Do - 2:22
7. P.S. I Love You - 2:05
8. Baby It's You (Burt Bacharach/Mack David/Barney Williams) - 2:38
9. Do You Want to Know a Secret - 1:59
10. A Taste of Honey (Ric Marlow/Bobby Scott) - 2:05
11. There's a Place - 1:49
12. Twist and Shout (Phil Medley/Bert Russell)- 2:33

## Låtlista version 2
Låtarna skrivna av Lennon/McCartney, där inget annat namn anges
1. I Saw Her Standing There - 2:50
2. Misery - 1:50
3. Anna (Go to Him) (Arthur Alexander) - 2:57
4. Chains (Gerry Goffin/Carole King) - 2:26
5. Boys (Luther Dixon/Wes Farrell) - 2:27
6. Ask Me Why - 2:24
7. Please Please Me - 2:05
8. Baby It's You (Burt Bacharach/Mack David/Barney Williams) - 2:38
9. Do You Want to Know a Secret - 1:59
10. A Taste of Honey (Ric Marlow/Bobby Scott) - 2:05
11. There's a Place - 1:49
12. Twist and Shout (Phil Medley/Bert Russell)- 2:33